# Chris Vuklisevic

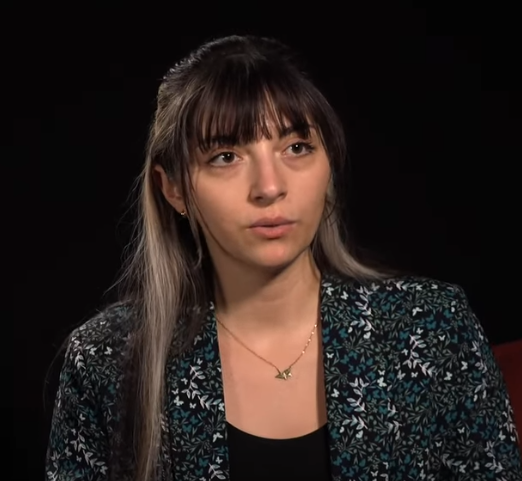
Chris/Ava being interviewed

Chris Vuklisevic (1992) werd geboren in de Franse Rivièra en woont nu in Ierland.
Ze is schrijver en de podcasthost van Le club où on discute d’écriture sans filtre. Eerder schreef ze onder het pseudoniem Ada Vivalda.  